# П'єр Лабату
П'єр Лабату́ (фр. Pierre Labatut, порт. Pedro Labatut; *1768 Канни — †1849, Салвадор) — французький військовик, що воював у війні за незалежність США під командою маркіза де-ла-Фаєта, а потім у війні за незалежність Бразилії.